# Plagiolepis taurica
Plagiolepis taurica är en myrart som beskrevs av Santschi 1920. Plagiolepis taurica ingår i släktet Plagiolepis och familjen myror. Inga underarter finns listade i Catalogue of Life.